# Bệnh viện Việt Đức

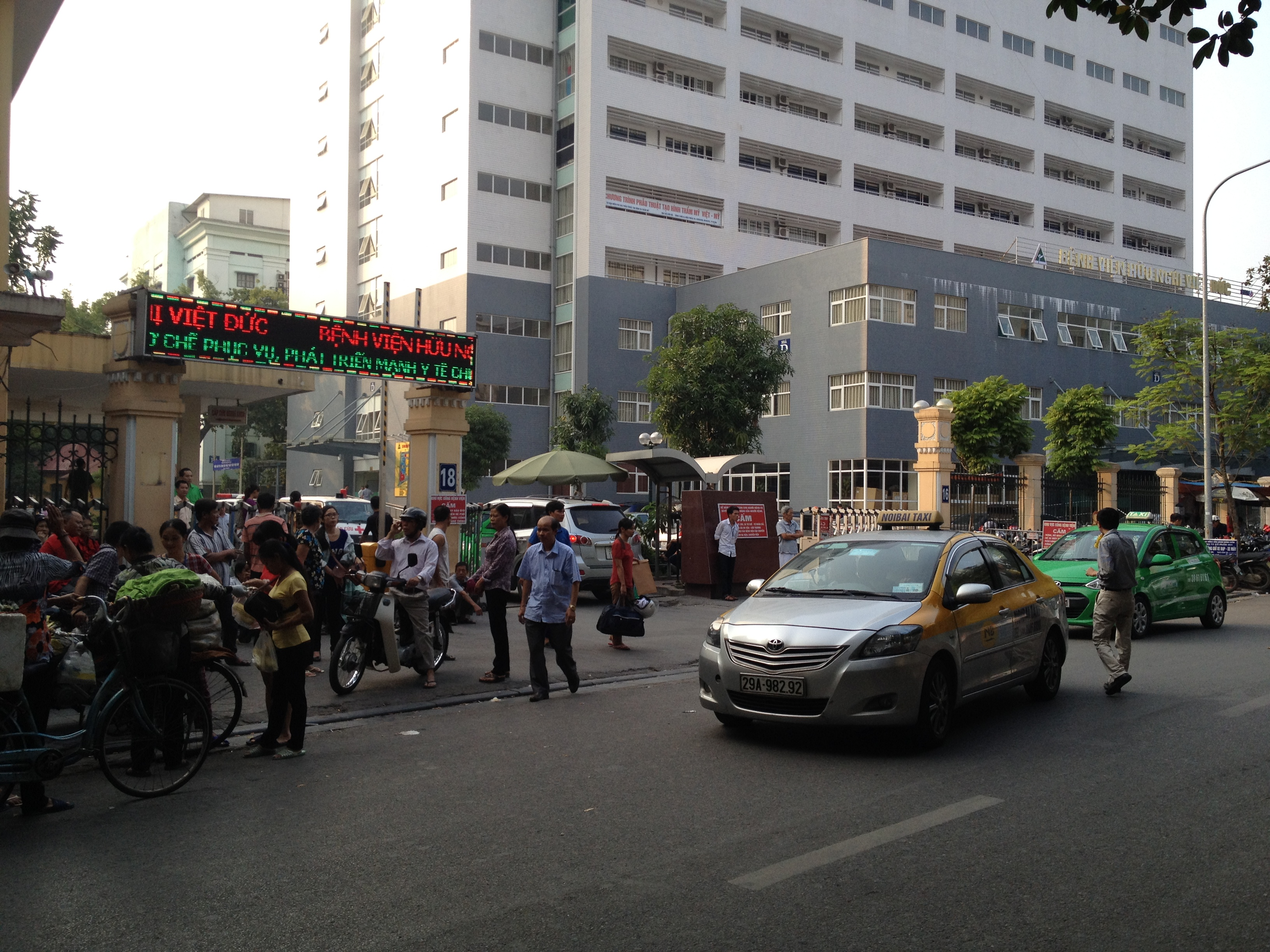
Bệnh viện Việt Đức ở đường Phủ Doãn

Bệnh viện Hữu nghị Việt Đức (Vietduc University Hospital) là một bệnh viện ngoại khoa có trụ sở tại số 40 phố Tràng Thi, phường Hàng Bông, quận Hoàn Kiếm, thành phố Hà Nội, Việt Nam. Bệnh viện Hữu nghị Việt Đức là một trong năm Bệnh viện hạng đặc biệt Quốc gia, trực thuộc Bộ Y tế. Bệnh viện là một trong những trung tâm phẫu thuật lớn nhất Việt Nam, gắn với tên tuổi nhà phẫu thuật nổi tiếng Tôn Thất Tùng.

## Tổng quan
Ngày 8 tháng 1 năm 1902, Toàn quyền Đông Dương là Paul Doumer ký sắc lệnh thành lập Trường Đại học Y Hà Nội. Năm 1904 bệnh viện thực hành của trường được xây dựng với tên gọi là Nhà thương bản xứ.
Theo thời gian, bệnh viện mang các tên gọi khác nhau qua từng giai đoạn phát triển:
- Nhà thương bản xứ (1904-1906)
- Nhà thương bảo hộ (1906-1943)
- Bệnh viện Yersin (1943-1954)
- Bệnh viện Phủ Doãn (1954-1958)
- Bệnh viện Hữu nghị Việt Nam - CHDC Đức (1958-1991)
- Bệnh viện Việt Đức (1991 đến nay)

Bệnh viện Việt - Đức ngày nay tọa lạc trên khuôn viên cũ của Nhà thương bản xứ hơn 100 năm trước có diện tích mặt bằng khoảng 30.000 mét vuông giữa trung tâm thủ đô Hà Nội với 3 mặt giáp đường Tràng Thi, Phủ Doãn, Quán Sứ.
Bệnh viện Việt Đức là tuyến cao nhất của ngành Ngoại khoa miền Bắc, Việt Nam. Với hơn 150 giáo sư, bác sĩ của bệnh viện và của Trường Đại học Y Hà Nội, Trường Đại học Y Dược, ĐHQGHN mỗi năm bệnh viện tiến hành khoảng 28.000 ca phẫu thuật thuộc nhiều chuyên khoa sâu khác nhau.
Bệnh viện có 08 phòng chức năng, 18 khoa lâm sàng, 09 khoa cận lâm sàng và 01 đơn vị trực thuộc cùng với 05 bộ môn của Trường Đại học Y Hà Nội và Các bộ môn khối Ngoại của Trường Đại học Y Dược, ĐHQGHN đặt tại bệnh viện thực hiện các chức năng: 
- Cấp cứu, khám chữa bệnh
- Đào tạo, chỉ đạo tuyến
- Nghiên cứu khoa học
- Chỉ đạo chuyên khoa
- Phòng bệnh
- Hợp tác quốc tế
- Quản lý kinh tế

## Cơ cấu tổ chức
(02 viện - ngân hàng, 07 trung tâm lâm sàng, 02 trung tâm cận lâm sàng, 10 khoa lâm sàng, 09 khoa cận lâm sàng, 01 trường cao đẳng và 15 phòng hậu cần)

### Viện lâm sàng, ngân hàng (02)

#### 1. Viện Chấn thương chỉnh hình
- Khoa Phẫu thuật chi trên và Y học thể thao.
- Khoa Phẫu thuật chi dưới.
- Khoa Phẫu thuật chấn thương chung.
- Khoa Phẫu thuật cột sống.
- Khoa Phẫu thuật Hàm mặt Tạo hình Thẩm mỹ.
- Khoa Khám xương & Điều trị ngoại trú.
- Khoa Phục hồi chức năng.

### Trung tâm lâm sàng (07)

#### 2. Trung tâm Phẫu thuật Thần kinh
- Khoa Phẫu thuật Thần kinh I.
- Khoa Phẫu thuật Thần kinh II.
- Khoa Nội - Hồi sức Thần kinh.

#### 3. Trung tâm Tim mạch và Lồng ngực
- Khoa Ngoại Tim mạch - Lồng ngực.
- Khoa Nội, can thiệp tim mạch - hô hấp.
- Khoa Hồi sức tích cực Tim mạch - Lồng ngực.

### Khoa lâm sàng (10)
- Khoa Khám bệnh.
- Khoa Điều trị theo yêu cầu.
- Khoa Phẫu thuật Nhi và Trẻ sơ sinh.
- Khoa Phẫu thuật tiêu hóa.
- Khoa Phẫu thuật Cấp cứu tiêu hóa.
- Khoa Phẫu thuật Nhiễm khuẩn.
- Khoa Phẫu thuật Tiết niệu.
- Khoa Phẫu thuật Gan mật.
- Khoa Thận - Lọc máu.
- Khoa Ung bướu và xạ trị

### Khoa cận lâm sàng (09)
- Khoa Giải phẫu bệnh.
- Khoa Sinh hóa.
- Khoa Vi sinh.
- Khoa Xét nghiệm Huyết học.
- Khoa Nội soi.
- Khoa Kiểm soát Nhiễm khuẩn.
- Khoa Dinh dưỡng.
- Khoa Dược.
- Nhà thuốc.

#### Khối Hậu cần
- Phòng Kế hoạch tổng hợp
- Phòng Tổ chức cán bộ
- Phòng Hành chính quản trị
- Phòng Vật tư thiết bị y tế [1]
- Phòng Tài chính Kế toán
- Phòng Điều dưỡng
- Phòng Y tế cơ quan.
- Phòng Kiểm toán nội bộ.
- Phòng hợp tác quốc tế.
- Phòng Công tã xã hội.
- Phòng Quản lý chất lượng
- Phòng Chỉ đạo chuyên khoa
- Phòng Nghiên cứu khoa học và Công nghệ thông tin
- Trung tâm Đào tạo và Chỉ đạo tuyến.

## Những thành tựu khoa học chính
- Phẫu thuật tim mạch: Mổ tim mở (open heart surgery) được tiến hành thường quy, các kỹ thuật khó: thay van tim, kỹ thuật Bentall, bắc cầu mạch vành, mổ nối mạch ở tim đang đập (không dùng máy phổi nhân tạo)[cần dẫn nguồn].
- Phẫu thuật Thần kinh: mổ chấn thương sọ não, bệnh ở não - tuỷ sống: mổ u tuyến yên qua xoang bướm, mổ u thần kinh VIII qua mê nhĩ (có sử dụng dao siêu âm)[cần dẫn nguồn].
- Phẫu thuật Nội soi và nội soi can thiệp: 
  - Mở thông dạ dày qua nội soi, chụp đường mật tuỵ (ERCP) lấy sỏi giun qua nội soi...[cần dẫn nguồn]
  - Cắt nội soi u phì đại tuyến tiền liệt (TUR)[cần dẫn nguồn].
  - Phẫu thuật nội soi ổ bụng được áp dụng từ 1993. Các loại phẫu thuật: cắt túi mật, cắt u tuyến thượng thận, cắt dây thần kinh X, u nang buồng trứng, cắt lách, cắt ruột thừa bằng nội soi (laparoscopy) an toàn, tai biến ít, giảm ngày điều trị, phục hồi sau mổ nhanh[cần dẫn nguồn].
- Phẫu thuật gan mật tuỵ: 
  - Cắt gan các loại do ung thư, bệnh gan mật và chấn thương[cần dẫn nguồn].
  - Điều trị phẫu thuật sỏi mật trong và ngoài gan.[cần dẫn nguồn]
  - Sử dụng nội soi đường mật để chẩn đoán và điều trị (tán sỏi) qua da hay trong mổ.[cần dẫn nguồn]
  - Sử dụng dao siêu âm trong cắt gan (ít chảy máu, nhanh).[cần dẫn nguồn]
  - Các phẫu thuật về biến chứng chảy máu do xơ gan - tǎng áp lực tĩnh mạch cửa (phân lưu cửa chủ).[cần dẫn nguồn]
  - Thực hiện thành công ca ghép gan trên người lớn đầu tiên ở Việt Nam (2007).[cần dẫn nguồn]
- Phẫu thuật Chấn thương chỉnh hình: các loại chấn thương, thay khớp háng (một bên hay toàn bộ), nội soi khớp...[cần dẫn nguồn]
- Phẫu thuật tiêu hoá với các kỹ thuật khó phức tạp như cắt bỏ và tạo hình thực quản, cắt khối tá tuỵ, cắt toàn bộ dạ dày, cắt đại tràng các loại... [cần dẫn nguồn]
- Điều trị tán sỏi thận ngoài cơ thể bằng máy tán sỏi hiện đại, đạt tỷ lệ khỏi cao trong lần tán đầu tiên và an toàn. Phối hợp tán sỏi qua da, qua nội soi (niệu quản) giải quyết các loại sỏi tiết niệu.[cần dẫn nguồn]
- Hỗ trợ và đào tạo chuyên môn trong các trường hợp ghép thận ở các trung tâm khác trong cả nước từ nǎm 1992 và nǎm 2000 bắt đầu tiến hành ghép thận ở Bệnh viện.[cần dẫn nguồn]
- Là cơ sở cung cấp máu lớn ở Việt Nam, cung cấp cho nhiều bệnh viện ở Hà Nội, mỗi nǎm sử dụng trên 2.300 lít máu. Triển khai thường quy các kỹ thuật tiên tiến: tách các thành phần máu và truyền máu từng phần.[cần dẫn nguồn]
- Trong chẩn đoán, có sử dụng các kỹ thuật cao như ứng dụng hoá mô miễn dịch (immuno histochemistry), miễn dịch huỳnh quang (immuno fluorescence), sinh thiết tức thì... trong giải phẫu bệnh - pháp y, siêu âm đen trắng và siêu âm màu (Echo Doppler), chụp mạch điều trị...[cần dẫn nguồn]
- Bước đầu sử dụng Laser - quang động học liệu pháp (PDT) trong điều trị bệnh ung thư não, bàng quang, trĩ, rò hậu môn và một số các bệnh khác2[cần dẫn nguồn]

## Giám đốc qua các thời kỳ

#### Giám đốc bệnh viện qua các thời kỳ
- Alexandre Yersin: 1902-1904
- Le Roy Des Barres: 1904-1936
- Sollier: 1936-1940
- Pierre Huard: 1940-3/1945
- Hồ Đắc Di: 3/1945-9-1945
- Hoàng Đình Cầu: 1945
- Giáo sư Phạm Biểu Tâm: 1945-1954
- Giáo sư - Viện sĩ Tôn Thất Tùng: 1945-1954, 1954-1982
- Giáo sư - TTND Nguyễn Dương Quang: 1982-1994
- Giáo sư - Tiến sĩ Đỗ Kim Sơn: 1994-2003
- P.Giáo sư - Viện sĩ Tôn Thất Bách: 2003-2004
- AHLĐ-TTND-PGS-TS. Nguyễn Tiến Quyết: 2004-2015
- Giáo sư - Tiến sĩ. Nguyễn Viết Tiến: 2015-2016 (Thứ trưởng Bộ Y tế kiêm Phụ trách Bệnh viện Việt Đức).
- Giáo sư - Tiến sĩ Trần Bình Giang: 2016-2023.
- Giáo sư - Tiến sĩ Trần Văn Thuấn: Tháng 5/2023 - tháng 8/2023 (Thứ trưởng Bộ Y tế kiêm Phụ trách Bệnh viện Việt Đức).
- Tiến sĩ Dương Đức Hùng: Tháng 8/2023 - Nay

## Tên tuổi

#### GS Tôn Thất Tùng
Năm 1954, GS Tôn Thất Tùng được bổ nhiệm làm Giám đốc Bệnh viện Hữu nghị Việt Đức và Chủ nhiệm Bộ môn Ngoại Trường Đại học Y Hà Nội. Trong suốt gần 30 năm đảm nhiệm những cương vị này, ông đã đào tạo được nhiều thế hệ bác sĩ Ngoại khoa tài năng và tâm huyết, xây dựng phong cách làm việc khoa học và nghiêm túc, hết lòng vì bệnh nhân.
Ông là một trong số những nhà giáo được phong Giáo sư đầu tiên của Việt Nam. Ông được nhận danh hiệu Anh hùng lao động (1962) và nhiều huân chương cao quý khác. Ông được phong chức danh Viện sĩ bởi nhiều Viện hàn Lâm lớn trên thế giới như: Viện Hàn lâm Y học Liên Xô (cũ), Viện Hàn lâm Phẫu thuật Pari...
Để ghi nhớ công lao to lớn của GS Tôn Thất Tùng, năm 2000, Bộ Y tế đã quyết định thành lập một giải thưởng khoa học mang tên ông để trao tặng cho các nhà phẫu thuật có thành tích xuất sắc nhằm khích lệ các thầy thuốc ngoại khoa đặc biệt là các bác sĩ trẻ cống hiến tài năng và sức lực xây dựng nền y học nước nhà ngày một phát triển. Lễ trao thưởng được tổ chức hàng năm vào ngày sinh của GS Tôn Thất Tùng, 7/5.
Tại Bệnh viện Hữu nghị Việt Đức, một phòng lưu niệm đã được thành lập để lưu giữ những di sản, tư liệu liên quan đến cuộc đời và sự nghiệp của ông. Phòng lưu niệm được xây dựng bên cạnh Khu nhà Mổ nơi học trò và đồng nghiệp của ông vẫn ngày đêm miệt mài kế tục sự nghiệp mà ông đã dày công vun đắp. Hiện nay phòng lưu niệm này trở thành phòng lưu niệm chung của ông và con trai là PGS Tôn Thất Bách đã đột ngột qua đời vì bệnh tim mạch.
Tại Trường Đại học Y Hà Nội, các bức ảnh của ông được phóng to và treo ở những vị trí trang trọng nhất trong Đại sảnh nhà hiệu bộ và phòng đọc Thư viện. Tên của ông cũng được đặt cho con đường chạy trước trường đại học này.

#### Và những tên tuổi lớn
Nhiều tên tuổi lớn của y học Việt Nam đã từng gắn bó với bệnh viện Việt Đức trong quá trình giảng dạy, học tập cũng như công tác:
- GS Hồ Đắc Di
- GS Tôn Thất Tùng
- GS Nguyễn Bửu Triều
- GS Nguyễn Dương Quang
- BS Vũ Đình Tụng, nguyên Bộ trưởng Bộ Thương binh - Cựu binh
- GS Nguyễn Đình Hối, nguyên Hiệu trưởng Đại học Y Dược Thành phố Hồ Chí Minh
- GS Phạm Gia Khánh, nguyên Giám đốc Học viện Quân y
- PGS Trương Văn Việt, Giám đốc Bệnh viện Chợ Rẫy
- GS Nguyễn Trinh Cơ, nguyên Hiệu trưởng Trường Đại học Y Hà Nội
- GS Hoàng Đình Cầu, nguyên Hiệu trưởng Đại học Y Hà Nội
- GS Nguyễn Thụ, nguyên Hiệu trưởng Trường Đại học Y Hà Nội
- GS Đỗ Nguyên Phương, nguyên Bộ trưởng Bộ Y tế
- PGS Tôn Thất Bách, nguyên Hiệu Trưởng Đại học Y Hà Nội, nguyên Giám đốc Bệnh viện Việt Đức
- GS Phạm Biểu Tâm, nguyên Khoa Trưởng trường Y khoa Đại học Sài Gòn
- GS Trần Quán Anh, tác giả vở kịch "Tiền tuyến gọi"

## Quan hệ Viện-Trường
Bệnh viện Hữu nghị Việt Đức và Trường Đại học Y Hà Nội luôn có mối quan hệ khăng khít truyền thống. Nhà thương bản xứ (tiền thân của Bệnh viện Việt Đức) được toàn quyền Paul Doumer thành lập để làm bệnh viện thực hành cho Trường Cao đẳng Y khoa Đông Dương (tiền thân của Trường Đại học Y Hà Nội)
Bệnh viện Việt Đức luôn xác định trách nhiệm trực tiếp đào tạo chuyên ngành Ngoại khoa cho sinh viên Trường Đại học Y Hà Nội không chỉ khi còn là bệnh viện thực hành trực thuộc Trường trong quá khứ mà liên tục tiếp nối trong mọi hoàn cảnh lịch sử cho đến hôm nay. Tên giao dịch quốc tế của bệnh viện là VIET DUC UNIVERSITY HOSPITAL (tiếng Anh) & HÔPITAL UNIVERSITAIRE VIET DUC (tiếng Pháp).
PGS. TS. Nguyễn Tiến Quyết, phó chủ nhiệm Bộ môn Ngoại, Giám đốc bệnh viện nói tại buổi giao ban toàn viện hôm 20/11/2007 là theo ông thì "cần phải coi tiêu chí đánh giá tài năng của một con người qua việc đào tạo thế hệ đi sau là một tiêu chí quan trọng"
Trước đó, trả lời phỏng vấn của VOVnews nhân dịp kỉ niệm 100 năm thành lập bệnh viện, ông khẳng định Bệnh viện Việt Đức là trung tâm Viện - Trường của Trường Đại học Y khoa Hà Nội, "hiện chúng tôi có 150 giáo sư bác sĩ của bệnh viện và Trường Đại học Y khoa Hà Nội làm việc ở đây, vừa khám chữa bệnh vừa tham gia công tác đào tạo"
Bệnh viện cũng đặt văn phòng một số bộ môn của Trường Đại học Y Dược, ĐHQGHN; phối hợp đào tạo đại học, sau đại học (thạc sĩ, bác sĩ nội trú)

#### Tham gia công tác
Có 05 bộ môn của Trường Đại học Y Hà Nội và 07 bộ môn của Trường Đại học Y Dược, ĐHQGHN đóng tại Bệnh viện Hữu nghị Việt Đức vừa giảng dạy vừa tham gia công tác chuyên môn của bệnh viện.
Trường Đại học Y Hà Nội:
- Bộ môn Ngoại
- Bộ môn Gây mê hồi sức
- Bộ môn Chẩn đoán hình ảnh
- Bộ môn Y Pháp
- Bộ môn Phẫu thuật tạo hình

Trường Đại học Y Dược, ĐHQG Hà Nội:
- Bộ môn Phẫu thuật thần kinh
- Bộ môn Phẫu thuật Sọ mặt và Tạo hình thẩm mỹ.
- Bộ môn Ngoại tiết niệu - Nam học và Y học giới tính
- Bộ môn Ngoại Chấn thương chỉnh hình.
- Bộ môn Phẫu thuật Tạo hình thẩm mỹ.
- Bộ môn Gây mê Hồi sức tích cực Ngoại khoa.
- Bộ môn Phẫu thuật cột sống.

Đào tạo Bác sĩ Nội trú
là hình thức học sau đại học đặc thù chỉ có trong ngành y được du nhập từ Pháp với mục đích đào tạo ra những bác sĩ có trình độ chuyên sâu. Thời gian học là 3 năm.
Để được chuyển tiếp lên học Bác sĩ nội trú, các Bác sĩ y khoa vừa ra trường phải đạt được những điều kiện sàng lọc trước khi trải qua một kì thi lý thuyết rất khó khăn. Mỗi năm, số lượng bác sĩ đỗ Nội trú bệnh viện khá ít.
Ưu điểm của việc đào tạo bác sĩ nội trú là tạo ra một đội ngũ kế cận có tư chất tốt, có nhiều điều kiện để trở thành các chuyên gia trong lĩnh vực họ được đào tạo. Họ là những người được hi vọng sẵn sàng tiếp thu và chuyển giao nguồn tri thức phong phú và kinh nghiệm quý báu trong ngành. Vì vậy trong quá trình học, các bác sĩ nội trú được yêu cầu phải thường xuyên gắn bó với bệnh viện và bệnh nhân. Họ thường trú tại các khu KTX ngay trong viện.
Mô hình đào tạo bác sĩ nội trú về cơ bản là mô hình đào tạo tinh hoa và thực chất. Các bác sĩ nội trú hầu hết ra trường đều được công tác tại các bệnh viện đầu ngành.
Bệnh viện Việt Đức là nơi đào tạo chủ lực bác sĩ nội trú cho các chuyên ngành Ngoại khoa, Gây mê hồi sức, Chẩn đoán hình ảnh và Phẫu thuật tạo hình của Phía Bắc, là bệ phóng cho nhiều tài năng y học phát triển trở thành những nhà phẫu thuật, những chuyên gia giỏi góp phần đắc lực vào sự nghiệp chăm sóc và bảo vệ sức khỏe nhân dân.

## Phong tặng
Bệnh viện đã được nhà nước Việt Nam phong tặng các huân chương và danh hiệu sau:
- Huân chương Kháng chiến: Hạng nhất 1973.
- Huân chương Lao động: Hạng nhất 1986.
- Huân chương Độc lập: Hạng II 1996, Hạng nhất 2001.
- Cờ luân lưu của Chính phủ 2000.
- Anh hùng lực lượng vũ trang nhân dân 2005.
- Anh hùng Lao động 2006.